# Teodor Antoni Melchior Paprocki
Teodor Antoni Melchior Paprocki (ur. 20 października 1856 w Lubieniu, zm. 6 maja 1895 w Warszawie) – polski księgarz.

## Życiorys
Urodził się 20 października 1856 w Lubieniu niedaleko Piotrkowa Trybunalskiego w rodzinie Konstantego herbu Jastrzębiec i Józefy z d. Paprockiej. Miał dwie siostry (Kazimierą Józefę i Józefę Florentynę) oraz dwóch braci (Kazimierza Józefa i Konstantego Leona).
Brak jest informacji o wykształceniu Teodora; w 1847 rozpoczął pracę w Spółce Kolportacyjnej należącej do Stanisława Jana Nepomucena Czarnowskiego, Bernarda Lesmana i Adama Wiślickiego. W 1880 wspólnie z Władysławem Dłużniewskim zakupił Warszawską Księgarnię Komisową. Po śmierci wspólnika w 1887 był jej samodzielnym właścicielem. Zakres działania był bardzo szeroki. Księgarnia dostarczała poza Warszawę, do odbiorców indywidualnych jak i księgarzy na prowincji: książki, czasopisma krajowe i zagraniczne, nuty, albumy, fotografie, druki i rejestry księgowe, papier i wszelkie materiały piśmienno-papiernicze, ramy i listwy do oprawiania obrazów, oleodruki. W swojej działalności zakładał również czytelnie i biblioteki.
W 1881 Teodor Paprocki rozpoczął wydawanie „Kalendarza Powszechnego”, a w następnym roku „Wiadomości Bibliograficzne Warszawskie, miesięcznik dla czytających i kupujących książki”. W latach 1884-87 był współwydawcą antologii literatury polskiej „Złota przędza poetów i prozaików polskich” pod redakcją Piotra Chmielowskiego i Stanisława Krzemińskiego. Jego nakładem w latach 1887-91 wychodził tygodnik literacko-naukowy „Życie”.
W czasie piętnastoletniej działalności wydał własnym nakładem dzieła literatury polskiej (J.I. Kraszewski, A.Dygasiński, T.T.Jeż, W.Gomulicki, B.Prus, G.Zapolska, M.Bałucki, A.Oppman, M.Konopnicka, S.Żeromski, i in.) przekłady(E. Amicis, R.Kipling, J.Verne i in.), prace naukowe i popularnonaukowe. Był wydawcą i redaktorem unikatowej pracy - „Podręcznik księgarski. Przewodnik praktyczny dla wydawców, księgarzy, pomocników i praktykantów księgarskich na podstawie swojskich i obcych źródeł opracowany” wydanej w latach 1894-96. Należał do Kasy Przezorności i Pomocy Warszawskich Pomocników Księgarskich, Towarzystwa Dobroczynności oraz Towarzystwa Ogrodniczego.
Żonaty był z Zofią Pelikańczyk-Rychter, nie mieli potomstwa. Zmarł 6 maja 1895 w Warszawie i pochowany został na cmentarzu powązkowskim. Po jego śmierci żona sprzedała księgarnię Saturninowi Sikorskiemu i Franciszkowi Juliuszowi Granowskiemu.